# Chlum (ort i Tjeckien, Plzeň, lat 49,61, long 13,48)
Chlum är en ort i Tjeckien.   Den ligger i regionen Plzeň, i den västra delen av landet, 90 km sydväst om huvudstaden Prag. Chlum ligger 495 meter över havet och antalet invånare är 196.
Terrängen runt Chlum är platt åt nordost, men åt sydväst är den kuperad. Runt Chlum är det ganska tätbefolkat, med 100 invånare per kvadratkilometer. Närmaste större samhälle är Plzeň, 17,4 km norr om Chlum. Trakten runt Chlum består till största delen av jordbruksmark.